# Centaurea resupinata
Centaurea resupinata — вид квіткових рослин родини айстрових (Asteraceae). Ареал: Алжир, Марокко, Іспанія.

## Середовище
Населяє скелясті схили.

## Морфологічна характеристика
Це напівкущик 10–30 см заввишки, сіро-біло запушений. Прикореневі листки в розетці, до 8 см, черешкові, 1–2-перистороздільні, сегменти 2–6-парні, стеблові листки сидячі, від лопатевих до цільних. Головка поодинока. Квіточки рожеві. Період цвітіння: літо.